# Кала Пира (Каљари)
Кала Пира је насеље у Италији у округу Каљари, региону Сардинија.
Према процени из 2011. у насељу је живело 8 становника. Насеље се налази на надморској висини од 5 м.